# Горностай (фильм)
«Горностай» (фр. L’Hermine) — французская судебная мелодрама 2015 года режиссёра Кристиана Венсана. Фильм был показан в основной конкурсной секции 72-го Международного кинофестиваля в Венеции, где Фабрис Лукини завоевал Кубок Вольпи за лучшую мужскую роль, а сам фильм — награду за лучший сценарий. На 41-й церемонии «Сезара» фильм был представлен в двух номинациях. И если Лукини уступил награду Венсану Линдону, то актриса Сидсе Бабетт Кнудсен была удостоена приза за лучшую женскую роль второго плана.

## Сюжет
Председатель криминального суда округа Сент-Омер Мишель Раси́н — опытный и высокопрофессиональный юрист; на его горностаевой мантии — офицерский крест ордена «За заслуги». Порядочного, принципиального, дисциплинированного и пунктуального судью очень уважают, но не слишком-то любят коллеги-судьи и служащие суда, прокуроры и адвокаты. За его спиной не стесняются обсуждать его развод, его ночные прогулки, его странности…
Профессиональная позиция судьи Расина понятна и очень честна: «Цель правосудия — не поиск истины. Правосудие существует, чтобы утверждать принципы права. Чтобы напоминать каждому, что можно делать, а что нет. И, разумеется, чтобы соответственно наказывать»… Мы можем никогда не узнать правду, её знает только подсудимый, и то не всегда. Мы же к окончанию судебного разбирательства можем либо быть убеждены в чём-то одной из сторон состязательного процесса — прокурором или адвокатом, либо продолжать сомневаться — но тогда толковать все свои сомнения в пользу обвиняемого. Мишель Расин не склонен к сантиментам и славится тем, что очень часто назначает тем, кого жюри присяжных признало виновным, максимально возможные сроки; за многочисленные приговоры к тюремному заключению на десять лет и более его даже прозвали «Le président à deux chiffres», то есть  «Председатель на две цифры» (в русских переводах — «Двузначный судья» или «Судья-больше-десятки»).
Дело, которое рассматривает суд под его председательством, кажется очевидным — молодой отец обвиняется в том, что в состоянии алкогольного опьянения ударил солдатским сапогом по голове свою непрерывно плакавшую семимесячную дочь. Ребёнок умер, и он сам пошёл в полицию, заявил о смерти девочки и после многочасового допроса во всём признался. Может быть, обычный процесс судья Расин провёл бы как всегда: быстро, чётко и безжалостно. Но сегодня процесс очень необычный.
Во-первых, подсудимый отказался от всех признаний и заявил, что вообще не произнесёт в зале суда ни слова. А на все вопросы судьи станет отвечать одной-единственной фразой: «Я не убивал Мелиссу!»… Такая тактика защиты — нечто немыслимое; но Мишель Расин привык уважать любую позицию, даже если она заявлена со скамьи подсудимых и сильно мешает работе.
Во-вторых, у судьи сильнейший грипп, высокая температура, слабость, но процесс начался, и позволить себе разболеться он не имеет права. Хотя в его состоянии даже просто удерживать в течение нескольких часов внимание на происходящем в зале суда, отслеживать содержание, внутреннюю логику, степень правдивости и взаимной согласованности свидетельских показаний и материалов следствия почти невозможно. Судья настоящий профессионал, но сегодня ему понадобятся все силы.
Наконец, в состав жюри присяжных вошла женщина, которая очень дорога мсьё Мишелю. Ди́тте Ло́ренсен, по бывшему мужу Котре́, датчанка, много лет живущая во Франции, врач-анестезиолог, когда-то помогла спасти ему ногу. Семь недель в больнице она занималась Расином и совершенно покорила его. Теперь он развёлся, свободен, вправе хотя бы попытаться привлечь её внимание и полон решимости сделать это. Умная, очень милая, обаятельная женщина, она проявляет большой интерес к тому, как всё происходит в совещательной комнате, как, на каком основании, исходя из каких соображений присяжные будут принимать решение о виновности или невиновности подсудимого. И судье безусловно удалось заинтриговать её: Дитте с огромным интересом следит за тем, как, казалось бы, прекрасно знакомый ей давний пациент, в подбитой горностаем алой мантии воцарившись в председательском кресле, раскрывается с совершенно новой для неё стороны, мягко, деликатно, даже изящно и при этом очень уверенно и властно дирижируя сложнейшим процессом взаимодействия всех элементов правосудия.
Сегодня, неожиданно для себя самого, опытный судья едва ли не впервые сам активно включится в процесс обсуждения дела в совещательной комнате — ведь в нём участвует мадам Лоренсен. И все, кто много лет знает Мишеля Расина, будут до глубины души потрясены совершенно непривычным для него оправдательным приговором…

## В ролях
| Актёр, актриса        |  | Персонаж                                                   |
| --------------------- |  | ---------------------------------------------------------- |
| Фабрис Лукини         |  | Мишель Расин, председатель суда                            |
| Сидсе Бабетт Кнудсен  |  | Дитте Лоренсен-Котре, член жюри, врач-анестезиолог, 45 лет |
| Ева Лалье             |  | Анн Лоренсен-Котре, дочь Дитте                             |
| Виктор Понтекорво     |  | Марсьяль Беклен, подсудимый                                |
| Кэнди Минг            |  | Джессика Мартон, его жена                                  |
| Микаэль Абитбуль      |  | адвокат подсудимого                                        |
| Магали Годенэр        |  | судья, член суда, ассистент Расина                         |
| Брюно Тукцер          |  | судья, член суда, ассистент Расина                         |
| Коринн Мазьеро        |  | Мари-Жанна Метсе́р, член жюри, безработная, 49 лет          |
| Софи-Мари Ларруй      |  | Корали́ Марчиано́, член жюри, служащая в банке, 29 лет       |
| Фузия Гезум           |  | Насера́ Бубзи́з, член жюри, домработница, 25 лет             |
| Симон Феррант         |  | Симо́н Орвьето́, член жюри                                   |
| Абдалла Мунди         |  | Яси́н Балауи́, член жюри, пенсионер, 65 лет                  |
| Серж Фламенбаум       |  | Серж Дебрю́йн, член жюри                                    |
| Эмманюэль Розенбергер |  | Реми́ Кубья́к, член жюри, ландшафтный дизайнер, 43 года      |
| Габриэль Лебре        |  | Франк Лойве́н, член жюри                                    |
| Салма Ламер           |  | кузина Насеры Бубзиз                                       |
| Мари Ривьер           |  | Мари-Лор Раси́н, бывшая жена Мишеля Расина                  |

## Награды и номинации
| Премия                     | Категория                           | Номинант             | Итог      |
| -------------------------- | ----------------------------------- | -------------------- | --------- |
| Сезар                      | Лучший актёр                        | Фабрис Лукини        | Номинация |
| Сезар                      | Лучшая актриса второго плана        | Сидсе Бабетт Кнудсен | Победа    |
| Люмьер                     | Лучший фильм                        |                      | Номинация |
| Люмьер                     | Лучший актёр                        | Фабрис Лукини        | Номинация |
| Венецианский кинофестиваль | Кубок Вольпи за лучшую мужскую роль | Фабрис Лукини        | Победа    |
| Венецианский кинофестиваль | Лучший сценарий                     | Кристиан Венсан      | Победа    |
| Венецианский кинофестиваль | Золотой лев                         |                      | Номинация |